# Campeones Cup
La Campeones Cup, est une compétition nord-américaine de soccer (football) organisée conjointement par la Major League Soccer et la Liga MX. La supercoupe a été créée en 2018.

## Histoire
La compétition est annoncée le 13 mars 2018 dans le cadre d'un partenariat entre la Major League Soccer et la Liga MX l'organisation d'une supercoupe entre le vainqueur de la coupe de la Major League Soccer et la supercoupe du Mexique de football. Les deux ligues avaient précédemment organisé la SuperLiga de 2007 à 2010. Le partenariat entre les deux ligues a été stimulé en partie par la candidature commune pour la coupe du monde de football 2026 et par la volonté d'améliorer le niveau de jeu dans la CONCACAF.
La première édition est organisée par le vainqueur de la coupe de la Major League Soccer 2017, le Toronto FC au BMO Field à Toronto le 19 septembre 2018 face aux Tigres UANL. Les Tigres remportent la première édition sur le score de trois buts à un,.

## Format
La Campeones Cup est disputée par le vainqueur de la coupe de la Major League Soccer, organisée chaque année en décembre pour désigner le vainqueur de la saison de la Major League Soccer, et de la supercoupe du Mexique de football, organisé chaque année en juillet entre les vainqueurs du tournoi d'ouverture et de clôture de la Liga MX. La compétition est organisée par la franchise de la Major League Soccer, basée au Canada ou aux États-Unis, à la fin de l'été,,. Son format est similaire à celui de la coupe nippo-sud-américaine Suruga Bank, qui est toujours organisé par l'équipe japonaise.
Concernant le règlement, en cas d'égalité à l'issue du temps réglementaire, les deux équipes disputent directement la séance de tirs au but,.

## Palmarès et statistiques

### Palmarès par édition
| N° | Édition | Vainqueur                                             | Score                                                 | Finaliste                                             | Lieu de la finale                              | Affluence                              |
| -- | ------- | ----------------------------------------------------- | ----------------------------------------------------- | ----------------------------------------------------- | ---------------------------------------------- | -------------------------------------- |
| 1  | 2018    | Tigres UANL                                           | 3 - 1                                                 | Toronto FC                                            | BMO Field, Toronto, Ontario                    | 14 823                                 |
| 2  | 2019    | Atlanta United                                        | 3 - 2                                                 | Club América                                          | Mercedes-Benz Stadium, Atlanta, Géorgie        | 40 128                                 |
| —  | 2020    | Édition annulée en raison de la pandémie de Covid-19, | Édition annulée en raison de la pandémie de Covid-19, | Édition annulée en raison de la pandémie de Covid-19, | CenturyLink Field, Seattle, Washington         | CenturyLink Field, Seattle, Washington |
| 3  | 2021    | Crew de Columbus                                      | 2 - 0                                                 | Cruz Azul                                             | Lower.com Field, Columbus, Ohio                | 18 026                                 |
| 4  | 2022    | New York City FC                                      | 2 - 0                                                 | Atlas FC                                              | Yankee Stadium, Bronx, New York                | 24 823                                 |
| 5  | 2023    | Tigres UANL                                           | 0 - 0 (4 - 2 tab)                                     | Los Angeles FC                                        | BMO Stadium, Los Angeles, Californie           | 20 605                                 |
| 6  | 2024    | Club América                                          | 1 - 1 (5 - 4 tab)                                     | Crew de Columbus                                      | Lower.com Field, Columbus, Ohio                | 20 198                                 |
| 7  | 2025    |                                                       |                                                       |                                                       | Dignity Health Sports Park, Carson, Californie |                                        |

### Palmarès par club
| Rang | Club             | Titres (éditions) | Finales perdues (éditions) |
| ---- | ---------------- | ----------------- | -------------------------- |
| 1    | Tigres UANL      | 2 (2018, 2023)    | 0                          |
| 2    | Crew de Columbus | 1 (2021)          | 1 (2024)                   |
| 2    | Club América     | 1 (2024)          | 1 (2019)                   |
| 4    | New York City FC | 1 (2022)          | 0                          |
| 4    | Atlanta United   | 1 (2019)          | 0                          |
| 6    | Los Angeles FC   | 0                 | 1 (2023)                   |
| 6    | Atlas FC         | 0                 | 1 (2022)                   |
| 6    | Cruz Azul        | 0                 | 1 (2021)                   |
| 6    | Toronto FC       | 0                 | 1 (2018)                   |

### Palmarès par nation
| Rang | Nation     | Finales | Finales | Finales |
| Rang | Nation     | Gagnées | Perdues | Total   |
| ---- | ---------- | ------- | ------- | ------- |
| 1    | Mexique    | 3       | 3       | 6       |
| 2    | États-Unis | 3       | 2       | 5       |
| 3    | Canada     | 0       | 1       | 1       |